# 베르나즈키 우크라이나 국립도서관

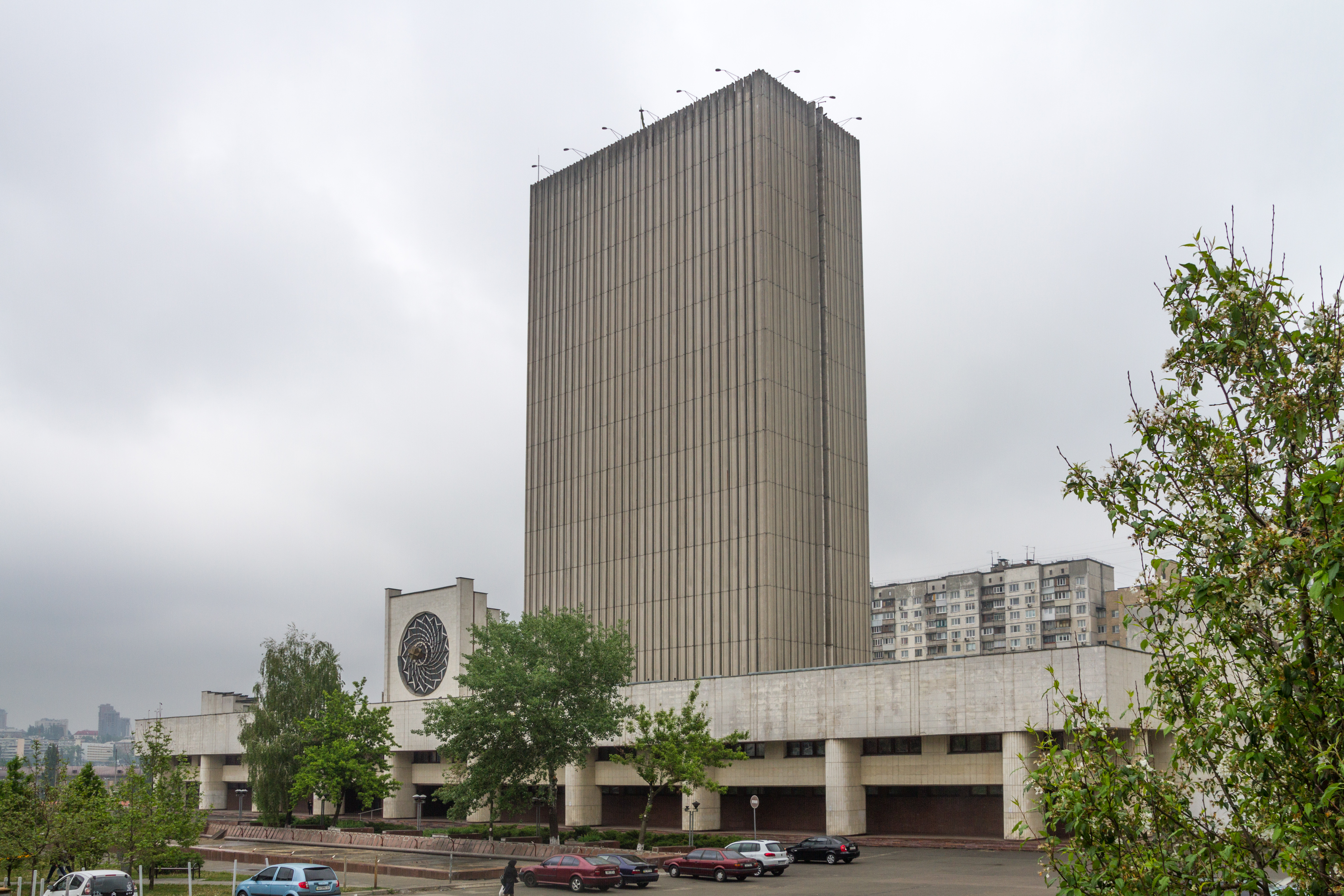

베르나즈키 우크라이나 국립도서관(우크라이나어: Національна бібліотека України імені В. І. Вернадського 나치오날나 비블리오테카 우크라이니 이메니 베. 이. 베르나즈코호[*])은 우크라이나 키이우에 위치한 국립도서관이다. 볼로디미르 베르나즈키의 명칭을 따서 건립되었다.